# Eumorpha pallida
Eumorpha pallida är en fjärilsart som beskrevs av Adolf G. Closs 1917. Eumorpha pallida ingår i släktet Eumorpha och familjen svärmare. Inga underarter finns listade i Catalogue of Life.